# Laestadia
Laestadia es un género de plantas con flores perteneciente a la familia Asteraceae.Comprende 8 especies descritas y de estas, solo 5 aceptadas.

## Taxonomía
El género fue descrito por Kunth ex Less. y publicado en Synopsis Generum Compositarum 203. 1832. La especie tipo es: Laestadia pinifolia Kunth ex Less.		

## Especies
A continuación se brinda un listado de las especies del género Laestadia aceptadas hasta agosto de 2012, ordenadas alfabéticamente. Para cada una se indica el nombre binomial seguido del autor, abreviado según las convenciones y usos.
- Laestadia costaricensis S.F.Blake
- Laestadia domingensis Urb.
- Laestadia muscicola Sch.Bip. ex Wedd.
- Laestadia pinifolia Kunth ex Less.
- Laestadia rupestris Benth.